# 체토나
체토나(이탈리아어: Cetona)는 이탈리아 토스카나주 시에나도에 있는 코무네다.

## 역사
구석기 시대 초기의 고스토 동굴(Gosto, 기원전 40–80세기)과 라타이아 동굴(Lattaia, 기원전 9–10세기) 같은 중부 이탈리아에서 가장 오래된 인류의 정착지 중 한 곳이 체토나에서 발견되었다. 벨베르데(Belverde) 공원에는 산 프란체스코 동굴(San Francesco) 같은 25개의 선사시대와 청동기 시대의 동굴들이 위치해있다. 에트루리아 시대의 유적지 역시도 존재한다.
체토나는 정사각형의 탑과 내부 성벽으로 구성된 요새에 둘러쌓인 언덕 마을에서 발전하였다. 시토니아(Scitonia) 요새라고도 알려졌다. 코무네로서 처음 언급된 것은 11세기 말 교황 그레고리오 7세가 알도브란데스키 가문에게 이곳의 종주권을 내주면서이다. 그후 알도브란데스키 가문의 후계자는 이곳의 소유권을 매각했고, 14세기에 들어 이곳을 잠시 지배했던 페루자가 시에나에게 합변된 후, 시에나와 오르비에토(1354년까지)에게 돌아가면서 지배를 받았다. 외부 성벽은 1458년에 지어졌다. 토스카나의 코시모 데 메디치 1세는 1556년에 체토나를 키아피노 비텔리 후작에게 팔았고, 비텔리는 이곳의 요새를 사유 거주지로 바꾸었고, 그 아래에 가리발디 궁전(Piazza Garibaldi)이라는 궁전을 지었다. 그의 후손은 17세기 말에 비텔리 궁전(Palazzo Vitelli)을 건립하였다. 체토나는 사르테아노와 붙어있다(1772년–1840년) 1861년 이탈리아에 통합되었다.